# Железничка станица Љубљана
Железничка станица Љубљана (словен. Železniška postaja Ljubljana) отворена је 16. септембра 1849. године као део Аустроугарске железниче мреже.
Има 8 перона и повезује Штајерску (Марибор, Аустрија, Мађарска), Горењску (Јесенице, Аустрија), Приморску (Копер) и Долењску (Загреб-Београд). Из љубљанске железничке станице саобраћају старији возови (према Истоку), новији Десиро и брзи воз Пендолино. Железничка станица Љубљана је удаљена 565,9 km од почетне тачке пруге Београду. 

## Изгубљени путник - Џејмс Џојс
Један од познатијих путника постао је фолклор љубљанске железничке станице. 19. октобра 1904. ноч на станици је преживео ирски писац Џејмс Џојс, који је изступио на перону мислећи да је већ стигао у Трст где је тада живео. У његов спомен од 2003. на првом перону налази се споменик, рад вајара Јакова Брдара.